# ヨウ素酸カルシウム
ヨウ素酸カルシウム（ヨウそさんカルシウム、calcium iodate）は、カルシウムのヨウ素酸塩。酸化性があり、日本の消防法では第1類危険物に指定されている。

## 用途
軟膏に殺菌剤や消臭剤として配合されるほか、ミネラル補給を目的とした飼料添加物としても使用される。以前は小麦粉改良剤として使用されていたが、FAO/WHO合同食品添加物専門家会議 (JECFA)では使用を推奨できないとして、2000年に規格を削除している